# Xylopia ardua
Xylopia ardua är en kirimojaväxtart som beskrevs av Roger Sillans. Xylopia ardua ingår i släktet Xylopia och familjen kirimojaväxter. Inga underarter finns listade i Catalogue of Life.